# أولي باربييري
أوليفر باربييري (بالإنجليزية: Ollie Barbieri)‏ ولد في (11 ديسمبر 1991), في باث، إنجلترا, هو ممثل البريطاني، ومثل بدور جونا جونز المعروف ب(جايجاي), في المسلسل التلفزيوني، بشرات (مسلسل) .